# Synthemis pamelae
Synthemis pamelae är en trollsländeart som beskrevs av Davies 2002. Synthemis pamelae ingår i släktet Synthemis och familjen skimmertrollsländor. Inga underarter finns listade i Catalogue of Life.